# Лугдунская Галлия

Римская провинция Лугду́нская Га́ллия около 117 года

Лугду́нская Га́ллия (лат. Gallia Lugdunensis) — провинция Римской империи с центром в городе Лугдун (современный Лион), занимавшая территорию современной северной Франции. Изначально граничила на северо-востоке по рекам Сена и Марна с Белгикой, на юге по реке Гарона с Аквитанией. В правление Августа часть территории Лугдунской Галлии между Гароной и Луарой отошла к Аквитании, а восточная её часть вошла в состав новой провинции Верхняя Германия. Имела статус императорской провинции.
Лугдунская Галлия вошла в состав Римского государства после завоеваний Юлия Цезаря (см. Галльская война). Была достаточно быстро романизирована, и в последующие времена сохраняла верность Риму в борьбе с германскими племенами.
В 68 году была центром восстания полководца Виндекса, приведшему к свержению Нерона и началу смутного времени вплоть до утверждения Веспасиана.
Со времён Диоклетиана крупнейшая провинция диоцеза, названного Галльским, в котором кроме кельтских племён гельветов и белгов жили германцы. Вместе с Вьенским (лат. Viennensis), Британским (лат. Britanniae) диоцезами (оба населённые кельтами) и Испанским (лат. Hispaniae) диоцезом образовывала преторианскую префектуру, также названную Галльской и подчинявшуюся западному императору.

## Население
В результате романизации на территории провинции образовался новый этнос — галло-римляне. Они стали основой современной французской нации.